# Lake Siding
Lake Siding is een plaats (settlement) in de Canadese provincie Newfoundland en Labrador. Het ligt in het westen van het eiland Newfoundland, aan de oevers van het Deer Lake. Het is een historisch en niet eenduidig gedefinieerd toponiem verwijzend naar de omgeving van Spillway en St. Judes, twee plaatsen direct ten zuidwesten van het dorp Deer Lake. 

## Geschiedenis
In 1898 werd langs de toen nog ongerepte oevers van het Deer Lake de Newfoundland Railway aangelegd. Bij de oever werd een kort nevenspoor (siding) aangelegd, evenals een station. Dit stond bekend als het station van Lake Siding. Er ontstond bij dit station een gelijknamig gehucht, voornamelijk bewoond door houthakkers en landbouwers. Er kwam al snel een telegrafiepost en een postkantoor.
In 1923 begon de bouw van de Waterkrachtcentrale Deer Lake en al snel ontstond daarop het dorp Deer Lake. Datzelfde jaar nog werd het station van Lake Siding gesloten ten voordele van dat van Deer Lake en een nieuw zo'n 5 km westelijker, in Little Harbour. Lake Siding bleef echter wel een flag station voor goederentreinen tot minstens in de jaren 40.
In 1935 woonden er 47 personen te Lake Siding. Volgens de volkstelling van 1945 was de bevolkingsomvang sterk gestegen naar 157, onder meer vanwege de vele jobs in de bouwsector in het snel groeiende Deer Lake. Direct ten zuidwesten van dat dorp en vlak bij Lake Siding ontstond een nieuwe gemeenschap, namelijk Spillway Road (het huidige Spillway). Deze plaats kende, net als Deer Lake en het aan de andere kant van Lake Siding gelegen St. Judes, een sterke groei en zij slorpten in essentie grote delen van de plaats op. De volkstelling van 1966 maakte gewag van slechts 15 personen wonend te Lake Siding en die van 1971 nam de plaats zelfs niet meer op.
Statistics Canada nam in hun volkstelling van 1976 echter "St. Judes–Lake Siding" op als één enkele entiteit. Dat gebied werd in 1981 bestempeld als zijnde Lake Siding en de volkstelling van 1986 verwees zelfs naar Lake Siding als het gebied bestaande uit zowel St. Judes als Spillway. Dat was de laatste keer dat Lake Siding als entiteit vermeld door het Canadese statistiekagentschap. In de jaren 80 kregen zowel St. Judes als Spillway immers beperkt zelfbestuur als (aan elkaar grenzende) local service districts, waardoor er bestuursmatig geen sprake meer was van een plaats genaamd Lake Siding.
In de 21e eeuw is Lake Siding in de federale plaatsnamendatabase nog steeds erkend als een settlement ("nederzetting"), gelegen tussen St. Judes en Spillway. Het doet vooral nog dienst als toponiem voor de omgeving van Spillway en het noorden van St. Judes.